# Jorge Arreaza
Jorge Alberto Arreaza Montserrat (Caracas, 6 gennaio 1973) è un politico venezuelano, ministro degli Esteri del Venezuela dal 2 agosto 2017 e vice-presidente di Nicolás Maduro dal 2013 al 2016.

## Biografia
Nato a Caracas, Arreaza Montserrat si è laureato in studi internazionali presso l'Università Centrale del Venezuela (UCV) e ha ricevuto una borsa di studio dalla Fundación Gran Mariscal de Ayacucho negli anni '90, che gli ha permesso di conseguire un master in studi politici europei all'Università di Cambridge. Alla UCV ha inoltre collaborato come giornalista e docente universitario, oltre a lavorare come annunciatore e intervistatore in diverse televisioni pubbliche venezuelane.
È diventato genero di Hugo Chávez nel 2007, dopo aver sposato la figlia maggiore del presidente: Rosa Virginia.

### Carriera politica
Ha svolto l'incarico di vicepresidente del Venezuela dal 2013 al 2016. In precedenza è stato ministro della Scienza e della Tecnologia (dal 2011 al 2013) ed è stato anche presidente della Fundación Gran Mariscal de Ayacucho dal 2005 al 2009. In virtù del rapporto di fiducia (e di parentela) con Chávez, durante le ultime fasi della malattia di quest'ultimo Arreaza è stato il portavoce non ufficiale della famiglia Chávez.
Il 2 agosto 2017, dopo l'elezione dell'Assemblea costituente, il presidente Nicolás Maduro ha nominato Arreaza a capo del Ministero degli Esteri.